# Pecuária intensiva
A pecuária intensiva, a produção industrial de gado e as macrofazendas, também conhecidas (principalmente pelos críticos) como agropecuária industrial, é um tipo de agricultura intensiva, especificamente uma abordagem de criação de animais projetada para maximizar a produção e minimizar os custos. Para isso, o agronegócio cria animais como gado, aves e peixes em altas densidades de estocagem, em grande escala e usando maquinário moderno, biotecnologia e comércio global. Os principais produtos desse setor são carne, leite e ovos para consumo humano.
Há um debate contínuo sobre os benefícios, os riscos e a ética que envolvem a pecuária intensiva. As questões incluem a eficiência da produção de alimentos, o bem-estar dos animais, os riscos à saúde e o impacto ambiental (por exemplo, poluição agrícola e mudanças climáticas). Também há preocupações sobre se a pecuária intensiva é sustentável a longo prazo, considerando seus custos em recursos. A pecuária intensiva é mais controversa do que a pecuária local e o consumo de carne em geral. Os defensores da pecuária intensiva afirmam que a pecuária intensiva levou à melhoria do alojamento, da nutrição e do controle de doenças nos últimos vinte anos; no entanto, essas afirmações tem sido contestadas. Foi demonstrado que a pecuária intensiva prejudica a vida selvagem e o meio ambiente, cria riscos à saúde, abusa dos animais, explora os trabalhadores (especialmente os informais), e levanta questões éticas muito graves.

## Histórico
A criação intensiva de animais é um desenvolvimento relativamente recente na história da agricultura, utilizando descobertas científicas e avanços tecnológicos para permitir mudanças nos métodos agrícolas que aumentam a produção. As inovações do final do século XIX geralmente são paralelas aos desenvolvimentos da produção em massa em outros setores na última parte da Revolução Industrial. A descoberta das vitaminas e seu papel na nutrição animal, nas duas primeiras décadas do século XX, levou à criação de suplementos vitamínicos, o que permitiu que as galinhas fossem criadas em ambientes fechados. A descoberta de antibióticos e vacinas facilitou a criação de animais em maior número, reduzindo a ocorrência de doenças. Os produtos químicos desenvolvidos para uso na Segunda Guerra Mundial deram origem aos pesticidas sintéticos. Os avanços nas redes de transporte e na tecnologia tornaram viável a distribuição de produtos agrícolas a longa distância.
A produção agrícola em todo o mundo dobrou quatro vezes entre 1820 e 1975 para alimentar uma população global de um bilhão de seres humanos em 1800 e 6,5 bilhões em 2002. Durante o mesmo período, o número de pessoas envolvidas na agricultura diminuiu à medida que o processo se tornou mais automatizado. Na década de 1930, 24% da população americana trabalhava na agricultura, em comparação com 1,5% em 2002; em 1940, cada trabalhador agrícola correspondia a 11 consumidores, enquanto em 2002, cada trabalhador correspondia a 90 consumidores.:29
A era da pecuária industrial na Grã-Bretanha começou em 1947, quando uma nova Lei da Agricultura concedeu subsídios aos agricultores para incentivar uma maior produção por meio da introdução de novas tecnologias, a fim de reduzir a dependência da Grã-Bretanha de carne importada. As Nações Unidas escrevem que "a intensificação da produção animal era vista como uma forma de proporcionar segurança alimentar." Em 1966, os Estados Unidos, o Reino Unido e outras nações industrializadas iniciaram a criação industrial de gado de corte e leiteiro e de porcos domésticos. Em 1967, havia um milhão de fazendas de porcos na América; em 2002, havia 114.000.:29 A partir de seu coração americano e da Europa Ocidental, a criação intensiva de animais se globalizou nos últimos anos do século XX e ainda está se expandindo e substituindo as práticas tradicionais de criação de animais em um número cada vez maior de países. Em 1990, a criação intensiva de animais era responsável por 30% da produção mundial de carne e, em 2005, esse número havia aumentado para 40%.
Inicialmente, a pecuária intensiva lançou mão do confinamento como uma estratégia para viabilizar a compra de animais nos períodos de safra e sua revenda nos períodos de entressafra. Posteriormente, foi utilizado como forma de aproveitamento de resíduos ou sub-produtos das agroindústrias. Finalmente, começou a ser utilizado como ferramenta de manejo, auxiliando em sistemas de produção – cria, recria e engorda – e manejo de pastagens, superando parte das dificuldades associadas à estacionalidade da produção forrageira. O confinamento é, nesse sentido, uma atividade com características estratégicas que, além de acelerar o crescimento bovino, procura retirar os animais mais pesados do pasto, durante a seca.

## Processo
O objetivo da pecuária intensiva é produzir grandes quantidades de carne, ovos ou leite com o menor custo possível. Os alimentos são fornecidos no local. Os métodos empregados para manter a saúde e melhorar a produção podem incluir o uso de desinfetantes, agentes antimicrobianos, anti-helmínticos, hormônios e vacinas; suplementos proteicos, minerais e vitamínicos; inspeções sanitárias frequentes; biossegurança; e instalações com controle climático. Restrições físicas, por exemplo, cercas ou cercados, são usadas para controlar movimentos ou ações consideradas indesejáveis. Os programas de melhoramento são usados para produzir animais mais adequados às condições de confinamento e capazes de fornecer um produto alimentar consistente.
Esse sistema (de confinamento) é geralmente, empregado nas épocas de seca, devido à escassez de forragem para o pastejo dos animais, ou para obter melhores ganhos nas carcaças dos animais. No Brasil, o confinamento é muito utilizado do setor de pecuária de corte.
Estima-se que a produção industrial seja responsável por 39% da soma da produção global dessas carnes e 50% da produção total de ovos. Nos EUA, de acordo com o Conselho Nacional de Produtores de Suínos, 80 milhões dos 95 milhões de suínos abatidos por ano são criados em ambientes industriais.:29
A maior concentração do setor ocorre na fase de abate e processamento de carne, com poucas empresas abatendo e processando os animais produzidos. Essa concentração na fase de abate pode ser, em grande parte, devido a barreiras regulatórias que podem dificultar financeiramente a construção, a manutenção ou a permanência de pequenas plantas de abate. A criação de animais em fábricas pode não ser mais benéfica para os produtores de gado do que a criação tradicional, pois parece contribuir para a superprodução que reduz os preços. Por meio de "contratos a termo" e "acordos de marketing", os frigoríficos conseguem definir o preço dos animais muito antes de eles estarem prontos para a produção. Essas estratégias geralmente fazem com que os fazendeiros percam dinheiro, como aconteceu com metade de todas as operações de agricultura familiar dos EUA em 2007.
Muitos dos produtores de gado dos EUA gostariam de comercializar o gado diretamente para os consumidores. Entretando, com instalações limitadas de abate inspecionadas pelo USDA, o gado cultivado localmente não pode ser abatido e processado localmente.
Os pequenos agricultores são frequentemente absorvidos pelas operações das fazendas industriais, atuando como produtores contratados para as instalações industriais. No caso dos produtores contratados de aves, os agricultores são obrigados a fazer investimentos caros na construção de galpões para abrigar as aves, comprar a ração e os medicamentos necessários, muitas vezes se contentando com margens de lucro pequenas ou até mesmo com prejuízos.
Pesquisas demonstraram que muitos trabalhadores imigrantes em operações concentradas de engorda de animais (do inglês concentrated animal farming operations ou CAFOs) nos Estados Unidos recebem pouco ou nenhum treinamento específico para o trabalho ou informações de segurança e saúde sobre os riscos associados a esses trabalhos. Os trabalhadores com proficiência limitada em inglês têm uma probabilidade significativamente menor de receber qualquer treinamento relacionado ao trabalho, uma vez que, em geral, ele é fornecido apenas em inglês. Como resultado, muitos trabalhadores não percebem que seus trabalhos são perigosos. Isso causa o uso inconsistente de equipamentos de proteção individual (EPI) e pode levar a acidentes e lesões no local de trabalho. Os trabalhadores imigrantes também têm menos probabilidade de relatar quaisquer perigos e lesões no local de trabalho.

## Tipos de animais
As fazendas intensivas abrigam um grande número de animais, geralmente vacas, porcos, perus, gansos ou galinhas, geralmente em ambientes fechados e em altas densidades.
A produção intensiva de gado e aves é muito difundida nos países desenvolvidos. Em 2002-2003, as estimativas da Organização das Nações Unidas para Agricultura e Alimentação (FAO) sobre a produção industrial como porcentagem da produção global foram de 7% para carne bovina, 0,8% para carne ovina e caprina, 42% para carne suína e 67% para carne de aves.

### Frangos

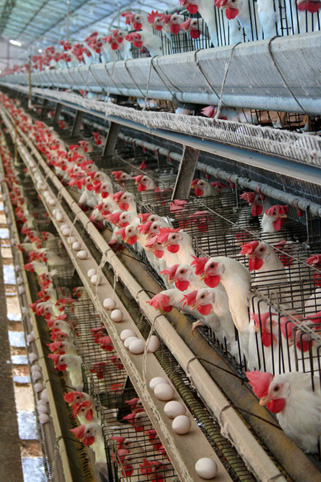
Galinhas no Brasil

O principal marco na produção avícola do século XX foi a descoberta da vitamina D, que possibilitou a criação de galinhas em confinamento durante todo o ano. Antes disso, as galinhas não se desenvolviam durante o inverno (devido à falta de luz solar), e a produção de ovos, a incubação e a produção de carne na entressafra eram muito difíceis, tornando a avicultura uma proposta sazonal e cara. A produção durante todo o ano reduziu os custos, especialmente para frangos de corte.
Ao mesmo tempo, a produção de ovos foi aumentada pela reprodução baseada em métodos científicos. Após algumas tentativas frustradas (como o fracasso da Estação Experimental do Maine em melhorar a produção de ovos), o professor Dryden, da Estação Experimental de Oregon, obteve sucesso.
As melhorias na produção e na qualidade foram acompanhadas por menores exigências de mão de obra. Na década de 1930 até o início da década de 1950, 1.500 galinhas proporcionavam um emprego de tempo integral para uma família de agricultores nos Estados Unidos. No final da década de 1950, os preços dos ovos caíram tão drasticamente que os produtores normalmente triplicavam o número de galinhas que mantinham, colocando três galinhas em uma gaiola de uma ave ou convertendo seus galpões de confinamento de piso de um único andar de poleiros para poleiros de três andares. Pouco tempo depois, os preços caíram ainda mais e um grande número de produtores de ovos abandonou o negócio. Essa queda na lucratividade foi acompanhada por uma queda geral nos preços ao consumidor, permitindo que as aves e os ovos perdessem seu status de alimentos de luxo.
Robert Plamondon relata que a última granja familiar de frangos em sua região do Oregon, a Rex Farms, tinha 30.000 poedeiras e sobreviveu até a década de 1990. Entretanto, o galpão de postura padrão dos atuais operadores é de cerca de 125.000 galinhas.
A integração vertical dos setores de ovos e aves foi um desenvolvimento tardio, ocorrendo depois que todas as principais mudanças tecnológicas já estavam em vigor há anos (incluindo o desenvolvimento de técnicas modernas de criação de frangos de corte, a adoção da galinha Cornish Cross, o uso de gaiolas de postura etc.).
No final da década de 1950, a produção avícola havia mudado radicalmente. Grandes fazendas e fábricas de embalagem podiam criar aves às dezenas de milhares. Os frangos podiam ser enviados para abate e processamento em produtos comerciais pré-embalados para serem congelados ou enviados frescos para mercados ou atacadistas. Atualmente, os frangos de corte atingem o peso de mercado em seis a sete semanas, ao passo que há apenas cinquenta anos levava três vezes mais tempo. Isso se deve à seleção genética e às modificações nutricionais (mas não ao uso de hormônios de crescimento, que são ilegais para uso em aves nos EUA e em muitos outros países, e não têm efeito). A disponibilidade comum e o custo mais baixo transformaram o frango, que antes era uma carne consumida apenas ocasionalmente, em um produto comum nos países desenvolvidos. A crescente preocupação com o teor de colesterol da carne vermelha nas décadas de 1980 e 1990 resultou no aumento do consumo de frango.
Atualmente, os ovos são produzidos em grandes granjas, nas quais os parâmetros ambientais são bem controlados. As galinhas são expostas a ciclos de luz artificial para estimular a produção de ovos durante todo o ano. Além disso, a muda forçada é comumente praticada nos EUA, na qual a manipulação da luz e do acesso aos alimentos desencadeia a muda, a fim de aumentar o tamanho e a produção dos ovos. A muda forçada é controversa e é proibida na UE.
Em média, uma galinha põe um ovo por dia, mas não em todos os dias do ano. Isso varia de acordo com a raça e a época do ano. Em 1900, a produção média de ovos era de 83 ovos por galinha por ano. Em 2000, era bem superior a 300. Nos Estados Unidos, as galinhas poedeiras são abatidas após a segunda temporada de postura de ovos. Na Europa, elas geralmente são abatidas após uma única temporada. O período de postura começa quando a galinha tem cerca de 18 a 20 semanas de idade (dependendo da raça e da estação). Os machos das raças poedeiras têm pouco valor comercial em qualquer idade, e todos os que não são usados para reprodução (cerca de 50% de todas as galinhas poedeiras) são mortos logo após a eclosão. As galinhas velhas também têm pouco valor comercial. Assim, as principais fontes de carne de aves de 100 anos atrás foram totalmente substituídas por frangos de corte.

### Suínos

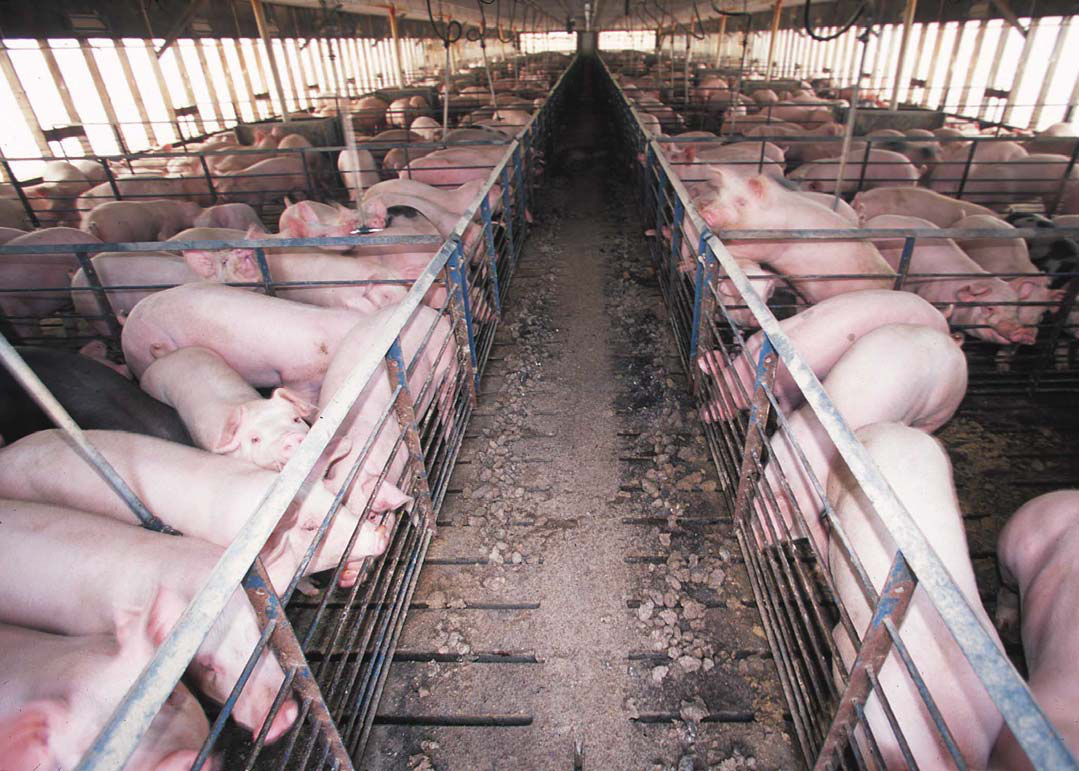
Porcos confinados em um celeiro em um sistema intensivo, no centro-oeste dos Estados Unidos.

Nos Estados Unidos, pocilgas intensivas são um tipo de CAFO, especializada na criação de suínos domésticos até o peso de abate. Nesse sistema, os porcos em crescimento são alojados em galpões coletivos ou forrados de palha, enquanto as porcas prenhas são confinadas em baias de porcas (celas de gestação) e dão à luz em celas de parto.
O uso de baias para porcas resultou em custos de produção mais baixos e preocupações concomitantes com o bem-estar animal. Muitos dos maiores produtores de suínos do mundo (como os EUA e o Canadá) usam baias para porcas, mas alguns países (como o Reino Unido) e estados dos EUA (como a Flórida e o Arizona) as proibiram.
As pocilgas intensivas geralmente são grandes edifícios semelhantes a armazéns. Os sistemas de suinocultura interna permitem que a condição do porco seja monitorada, garantindo o mínimo de mortes e o aumento da produtividade. Os prédios são ventilados e sua temperatura é regulada. A maioria das variedades de suínos domésticos é suscetível ao estresse por calor, e todos os suínos não têm glândulas sudoríparas e não conseguem se resfriar. Os suínos têm uma tolerância limitada a altas temperaturas e o estresse por calor pode levar à morte. A manutenção de uma temperatura mais específica dentro da faixa de tolerância dos suínos também maximiza o crescimento e a relação entre crescimento e alimentação. Em uma operação intensiva, os suínos não terão acesso a um chafurdo (lama), que é seu mecanismo natural de resfriamento. As pocilgas intensivas controlam a temperatura por meio de sistemas de ventilação ou de gotejamento de água.
Os porcos são naturalmente onívoros e geralmente são alimentados com uma combinação de grãos e fontes de proteína (soja ou farinha de carne e ossos). As maiores fazendas de suínos intensivos podem ser cercadas por terras agrícolas onde são cultivados grãos para alimentação. Como alternativa, as granjas de suínos dependem do setor de grãos. A ração para suínos pode ser comprada embalada ou misturada no local. O sistema de suinocultura intensiva, em que os porcos são confinados em baias individuais, permite que cada porco receba uma porção de ração. O sistema de alimentação individual também facilita a medicação individual dos suínos por meio da ração. Isso tem mais importância para os métodos de criação intensiva, pois a proximidade com outros animais permite que as doenças se espalhem mais rapidamente. Para evitar a propagação de doenças e estimular o crescimento, programas de medicamentos como antibióticos, vitaminas, hormônios e outros suplementos são administrados preventivamente.
Os sistemas confinados, especialmente as baias e os currais (ou seja, sistemas "secos", não forrados com palha), permitem a fácil coleta de resíduos. Em uma criação intensiva de suínos em recinto fechado, o estrume pode ser gerenciado por meio de um sistema de lagoas ou outro sistema de gerenciamento de resíduos. Entretanto, o odor continua sendo um problema difícil de gerenciar.
A forma como os animais são alojados em sistemas intensivos varia. As porcas reprodutoras passam a maior parte do tempo em baias de porcas durante a gestação ou em celas de parto, com suas ninhadas, até serem enviadas para o mercado.
Os leitões geralmente recebem uma série de tratamentos, incluindo castração, corte da cauda para reduzir a mordida da cauda, dentes cortados (para reduzir lesões nos mamilos da mãe, doenças gengivais e evitar o crescimento posterior da presa) e orelhas entalhadas para ajudar na identificação. Os tratamentos geralmente são feitos sem analgésicos. Os leitões fracos podem ser abatidos logo após o nascimento.
Os leitões também podem ser desmamados e retirados das porcas entre duas e cinco semanas de idade e colocados em galpões. No entanto, os suínos em crescimento - que constituem a maior parte do rebanho - geralmente são alojados em alojamentos internos alternativos, como currais. Durante a gestação, o uso de uma baia pode ser preferível, pois facilita o gerenciamento da alimentação e o controle do crescimento. Também evita a agressividade dos porcos (por exemplo, mordidas na cauda, nas orelhas, na vulva e roubo de alimentos). As baias coletivas geralmente exigem maior habilidade de manejo do rebanho. Essas baias normalmente não contêm palha ou outro material. Como alternativa, um galpão forrado com palha pode abrigar um grupo maior (ou seja, não agrupado) em grupos de idade.

### Gado

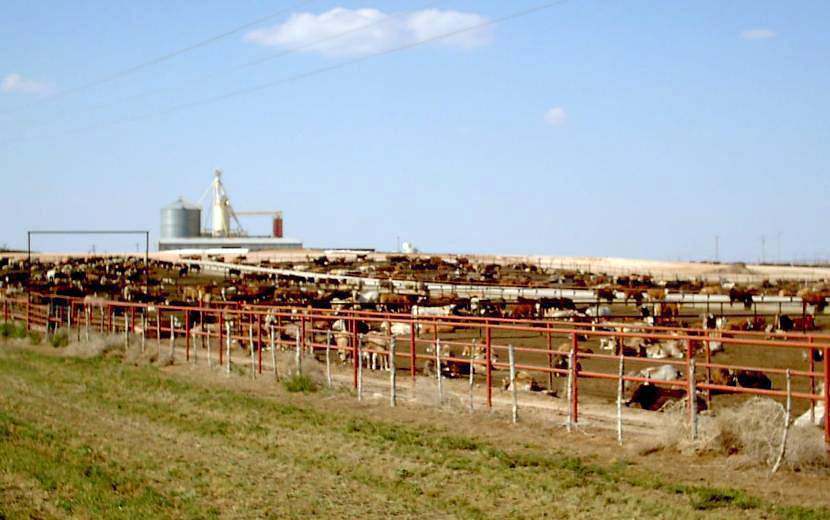
Gado de corte em um confinamento no Texas Panhandle. Esse confinamento gera mais trabalho para o fazendeiro, mas permite que os animais cresçam rapidamente.

O gado é um ungulado domesticado, membro da família Bovidae, na subfamília Bovinae, e descendente do auroque (Bos primigenius). Ele é criado como gado por sua carne (chamada de carne bovina), produtos lácteos (leite), couro e como animal de tração. Em 2009-2010, estimou-se que existam de 1,3 a 1,4 bilhão de cabeças de gado no mundo.
O gado é um ungulado domesticado, membro da família Bovidae, na subfamília Bovinae, e descendente do auroque (Bos primigenius).[50] Ele é criado como gado por sua carne (chamada de carne bovina), produtos lácteos (leite), couro e como animal de tração. Em 2009-2010, estima-se que existam de 1,3 a 1,4 bilhão de cabeças de gado no mundo.[51][52]

Diagrama do sistema de confinamento. Isso pode ser contrastado com sistemas de pastagem mais tradicionais.

As interações mais comuns com o gado envolvem alimentação diária, limpeza e ordenha. Muitas práticas rotineiras de criação envolvem marcação de orelha, descorna, carregamento, operações médicas, vacinação e cuidados com os cascos, além de treinamento e seleção para exposições e vendas agrícolas.
Quando o gado atinge um peso inicial, ele é transferido do campo para um confinamento para ser alimentado com uma ração animal especializada que consiste em subprodutos do milho (derivados da produção de etanol), cevada e outros grãos, bem como alfafa e farelo de semente de algodão. A ração também contém pré-misturas compostas de microingredientes, como vitaminas, minerais, conservantes químicos, antibióticos, produtos de fermentação e outros ingredientes essenciais que são comprados de empresas de pré-misturas, geralmente na forma de sacos, para serem misturados em rações comerciais. Devido à disponibilidade desses produtos, um fazendeiro que utiliza seus próprios grãos pode formular suas próprias rações e ter a certeza de que os animais estão recebendo os níveis recomendados de minerais e vitaminas.
Há muitos impactos potenciais sobre a saúde humana devido ao sistema moderno de agricultura industrial de gado. Há preocupações em relação aos antibióticos e hormônios de crescimento usados, aumento da contaminação por E. coli, maior teor de gordura saturada na carne por causa da ração e também preocupações ambientais.
Em 2010, nos EUA, 766.350 produtores participavam da criação de carne bovina. O setor de carne bovina é segmentado, com a maior parte dos produtores participando da criação de bezerros de corte. Os bezerros de corte geralmente são criados em rebanhos pequenos, sendo que mais de 90% dos rebanhos têm menos de 100 cabeças de gado. Um número menor de produtores participa da fase de acabamento, que geralmente ocorre em um confinamento, mas, mesmo assim, em 2010 o número de confinamentos atingiu 82.170 nos Estados Unidos.

### Aquicultura

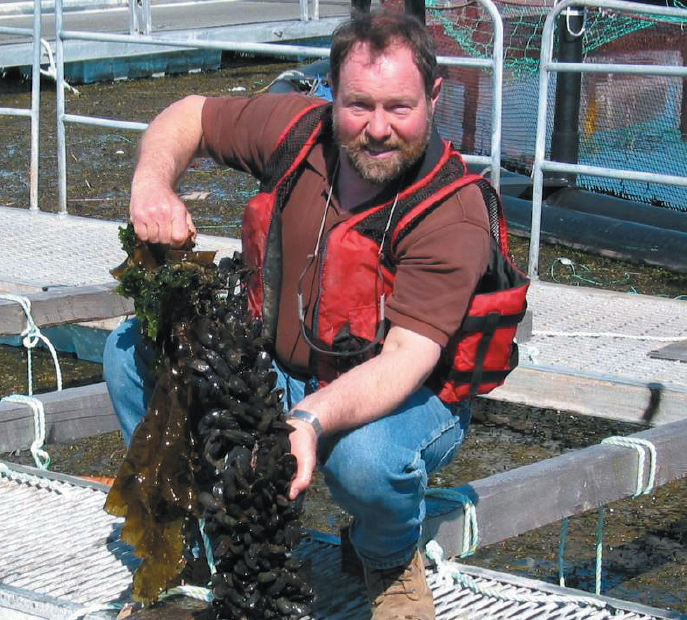
Mexilhões azuis cultivados próximo ao salmão do Atlântico na Baía de Fundy, Canadá.

A aquicultura multitrófica integrada (em inglês integrated multi-trophic aquaculture ou IMTA), também chamada de aquicultura integrada, é uma prática na qual os subprodutos (resíduos) de uma espécie são reciclados para se tornarem insumos (fertilizantes, alimentos) para outra, tornando a aquicultura intensiva. A aquicultura alimentada (por exemplo, peixes e camarões) é combinada com a aquicultura extrativa inorgânica (por exemplo, algas marinhas) e extrativa orgânica (por exemplo, mariscos) para criar sistemas equilibrados de sustentabilidade ambiental (biomitigação), estabilidade econômica (diversificação de produtos e redução de riscos) e aceitabilidade social (melhores práticas de gestão).
O sistema é multitrófico, pois faz uso de espécies de diferentes níveis tróficos ou nutricionais, ao contrário da aquicultura tradicional.
Idealmente, os processos biológicos e químicos em um sistema como esse devem se equilibrar. Isso é obtido por meio da seleção e das proporções adequadas de diferentes espécies que proporcionam diferentes funções no ecossistema. As espécies co-cultivadas não devem ser apenas biofiltros, mas culturas colhíveis de valor comercial. Um sistema IMTA em funcionamento deve resultar em maior produção para o sistema como um todo, com base em benefícios mútuos para as espécies co-cultivadas e na melhoria da saúde do ecossistema, mesmo que a produção individual de algumas das espécies seja menor em comparação com o que poderia ser alcançado em práticas de monocultura em um período de curto prazo.

## Regulamentação
Em várias jurisdições, a produção animal intensiva de alguns tipos está sujeita a regulamentação para proteção ambiental. Nos Estados Unidos, uma operação concentrada de engorda de animais (CAFO) que descarrega ou propõe o descarte de resíduos exige uma licença e a implementação de um plano para o manejo de nutrientes, contaminantes, águas residuais, do esterco, conforme aplicável, para atender aos requisitos da Lei Federal da Água Limpa. Alguns dados sobre a conformidade e a aplicação da regulamentação estão disponíveis. Em 2000, a Agência de Proteção Ambiental dos EUA (EPA) publicou dados de 5 anos e de 1 ano sobre o desempenho ambiental de 32 setores, sendo que os dados do setor pecuário são derivados principalmente de inspeções de CAFOs. Os dados referem-se a inspeções e aplicação da lei, principalmente de acordo com a Lei da Água Limpa, mas também de acordo com a Lei do Ar Limpo e a Lei de Conservação e Recuperação de Recursos. Dos 32 setores, a produção de gado estava entre os sete melhores em termos de desempenho ambiental no período de cinco anos e foi um dos dois melhores no último ano desse período, em que o bom desempenho ambiental é indicado por uma baixa proporção de ordens de fiscalização em relação às inspeções. Os índices de cinco anos e do último ano de fiscalização/inspeções para o setor pecuário foram de 0,05 e 0,01, respectivamente. Também no último ano, o setor pecuário foi um dos dois líderes entre os 32 setores em termos de ter a menor porcentagem de instalações com violações. No Canadá, as operações de pecuária intensiva estão sujeitas à regulamentação provincial, com definições de entidades regulamentadas que variam entre as províncias.
Nos Estados Unidos, os animais de criação são excluídos por metade de todas as leis estaduais de crueldade contra animais, incluindo a lei federal Lei de Bem-Estar Animal. A lei das 28 horas, promulgada em 1873 e emendada em 1994, afirma que quando os animais estão sendo transportados para abate, o veículo deve parar a cada 28 horas e os animais devem ser deixados sair para se exercitar, comer e beber. O Departamento de Agricultura dos Estados Unidos alega que a lei não se aplica a aves. O Lei do Abate Humanitário é igualmente limitado. Originalmente aprovada em 1958, a lei exige que os animais sejam atordoados até ficarem inconscientes antes do abate. Essa lei também exclui aves, que representam mais de 90% dos animais abatidos para alimentação, bem como coelhos e peixes. Todos os estados têm seus próprios estatutos de crueldade animal; no entanto, muitos estados têm leis de direito à fazenda que servem como uma provisão para isentar as práticas agrícolas padrão.
Nos Estados Unidos, há uma tentativa de regulamentar as fazendas da maneira mais realista possível. A maneira mais fácil de regulamentar efetivamente o maior número de animais com um número limitado de recursos e tempo é regulamentar as grandes fazendas. No estado de Nova York, muitas operações de alimentação animal não são consideradas CAFOs, pois têm menos de 300 vacas. Essas fazendas não são regulamentadas no mesmo nível das CAFOs. Isso pode levar à poluição sem controle e à lixiviação de nutrientes. O site da EPA ilustra a escala desse problema dizendo que na bacia hidrográfica da Baía de Nova York há 247 operações de alimentação animal e apenas 68 delas são CAFOs permitidas pelo Sistema Estadual de Eliminação de Descargas de Poluentes (SPDES).
Em Ohio, as organizações de bem-estar animal chegaram a um acordo negociado com as organizações agrícolas, enquanto na Califórnia, a "Proposição 2: Padrões para Confinamento de Animais de Fazenda", uma lei iniciada foi aprovada pelos eleitores em 2008. As regulamentações foram promulgadas em outros estados e estão em andamento planos para referendos e campanhas de lobby em outros estados.
Um plano de ação foi proposto pelo USDA em fevereiro de 2009, chamado de "Utilização de Estrume e Outros Subprodutos Agrícolas e Industriais". O objetivo desse programa é proteger o meio ambiente e a saúde humana e animal usando o esterco de maneira segura e eficaz. Para que isso aconteça, várias ações precisam ser tomadas e esses quatro componentes incluem:
- Melhorar a capacidade de uso dos nutrientes do esterco por meio de uma nutrição e um gerenciamento mais eficazes dos animais[77]
- Maximizar o valor do esterco por meio de opções aprimoradas de coleta, armazenamento e tratamento[77]
- Utilização de esterco em sistemas agrícolas integrados para melhorar a lucratividade e proteger a qualidade do solo, da água e do ar[77]
- Utilização de esterco e outros subprodutos agrícolas como fonte de energia renovável[77]

Em 2012, a maior rede de supermercados da Austrália, a Coles, anunciou que, a partir de 1º de janeiro de 2013, deixará de vender carne de porco e ovos da marca da empresa provenientes de animais criados em fazendas industriais. A outra cadeia de supermercados dominante no país, a Woolworths, já começou a eliminar gradualmente os produtos de animais criados em fazendas industriais. Todos os ovos da marca da casa da Woolworth's agora são de galinhas livres de gaiolas e, até meados de 2013, toda a sua carne de porco virá de fazendeiros que operam fazendas sem estábulos.
Em junho de 2021, a Comissão Europeia anunciou o plano de proibição de gaiolas para vários animais, incluindo galinhas poedeiras, porcos reprodutores fêmeas, bezerros criados para vitela, coelhos, patos e gansos, até 2027.

### Bem-estar animal
No Reino Unido, o Conselho de Bem-Estar dos Animais de Fazenda foi criado pelo governo para atuar como consultor independente sobre o bem-estar animal em 1979 e expressa sua política como cinco liberdades: de fome e sede; de desconforto; de dor, lesão ou doença; de expressar comportamento normal; de medo e angústia.
Há diferenças em todo o mundo quanto às práticas que são aceitas e continua a haver mudanças nas regulamentações, sendo o bem-estar animal um forte impulsionador do aumento da regulamentação. Por exemplo, a UE, em 2009, se propôs introduzir mais regulamentações para estabelecer densidades máximas de estocagem para frangos de corte até 2010, onde o Ministro do Bem-Estar Animal do Reino Unido comentou: "O bem-estar dos frangos de corte é uma grande preocupação para as pessoas em toda a União Europeia. Esse acordo envia uma forte mensagem para o resto do mundo de que nos preocupamos com o bem-estar dos animais."
A criação industrial é muito debatida em toda a Austrália, com muitas pessoas discordando dos métodos e das formas de tratamento dos animais nas fazendas industriais. Os animais geralmente ficam estressados por serem mantidos em espaços confinados e atacam uns aos outros. Em um esforço para evitar ferimentos que levem a infecções, seus bicos, caudas e dentes são removidos. Muitos leitões morrem de choque depois de terem seus dentes e caudas removidos, porque medicamentos analgésicos não são usados nessas operações. As fazendas industriais são uma maneira popular de ganhar espaço, com animais como galinhas sendo mantidos em espaços menores do que uma página A4.
Por exemplo, no Reino Unido, a remoção da casca das galinhas é depreciada, mas reconhece-se que é um método de último recurso, visto como melhor do que permitir brigas violentas e, em última instância, canibalismo. Entre 60% e 70% dos seis milhões de porcas reprodutoras nos EUA são confinadas durante a gestação e durante a maior parte de sua vida adulta em celas de gestação de 0,61 por 2,13 m. O maior produtor de carne suína dos EUA disse em janeiro de 2007 que eliminaria gradualmente as gaiolas de gestação até 2017. Elas estão sendo eliminadas gradualmente na União Europeia, com uma proibição em vigor em 2013 após a quarta semana de gestação. Com a evolução da pecuária industrial, houve uma conscientização crescente das questões entre o público em geral, principalmente devido aos esforços dos defensores dos direitos e do bem-estar dos animais. Como resultado, as gaiolas de gestação, uma das práticas mais controversas, são objeto de leis nos EUA, Europa e em todo o mundo para eliminar gradualmente seu uso como resultado da pressão para adotar práticas menos confinadas.
As taxas de mortalidade de porcas têm aumentado nos EUA devido ao prolapso, que tem sido atribuído a práticas intensivas de criação. As porcas produzem, em média, 23 leitões por ano.
Somente nos Estados Unidos, mais de 20 milhões de frangos, 330.000 suínos e 166.000 bovinos morrem anualmente durante o transporte para os abatedouros, e cerca de 800.000 suínos são incapazes de andar ao chegar. Isso geralmente se deve ao fato de serem expostos a temperaturas extremas e a traumas.

### Manifestações
De 2011 a 2014, todos os anos, entre 15.000 e 30.000 pessoas se reuniram sob o tema "Estamos fartos!" ("We are fed up!") em Berlim para protestar contra a produção industrial de gado.

## Impacto na saúde humana
De acordo com os Centros de Controle e Prevenção de Doenças (CDC) dos EUA, as fazendas nas quais os animais são criados intensivamente podem causar reações adversas à saúde dos trabalhadores rurais. Os trabalhadores podem desenvolver doenças pulmonares agudas e crônicas, lesões musculoesqueléticas e podem contrair infecções que são transmitidas dos animais para os seres humanos (como a tuberculose).
Os pesticidas são usados para controlar organismos considerados nocivos e economizam o dinheiro dos agricultores ao evitar a perda de produtos devido a pragas. Nos EUA, cerca de um quarto dos pesticidas usados são utilizados em casas, quintais, parques, campos de golfe e piscinas e cerca de 70% são usados na agricultura. No entanto, os pesticidas podem entrar no corpo dos consumidores, o que pode causar problemas de saúde. Uma fonte disso é a bioacumulação em animais criados em fazendas industriais.
"Estudos descobriram um aumento de doenças respiratórias, neurocomportamentais e mentais entre os residentes de comunidades próximas a fazendas industriais."
O CDC escreve que os compostos químicos, bacterianos e virais dos resíduos animais podem se espalhar pelo solo e pela água. Os residentes próximos a essas fazendas relatam problemas como cheiro desagradável, moscas e efeitos adversos à saúde.
O CDC identificou vários poluentes associados à descarga de resíduos animais em rios e lagos e no ar. O uso de antibióticos no gado pode criar patógenos resistentes a antibióticos; parasitas, bactérias e vírus podem ser disseminados; amônia, nitrogênio e fósforo podem reduzir o oxigênio em águas superficiais e contaminar a água potável; pesticidas e hormônios podem causar alterações hormonais em peixes; ração e penas de animais podem prejudicar o crescimento de plantas desejáveis em águas superficiais e fornecer nutrientes a microrganismos causadores de doenças; oligoelementos como arsênico e cobre, que são prejudiciais à saúde humana, podem contaminar as águas superficiais.
As doenças zoonóticas, como a doença do coronavírus 2019 (COVID-19), que causou a pandemia da COVID-19, estão cada vez mais ligadas às mudanças ambientais associadas à criação intensiva de animais. A destruição de florestas intocadas causada pela exploração madeireira, mineração, construção de estradas em lugares remotos, rápida urbanização e crescimento populacional está levando as pessoas a um contato mais próximo com espécies animais das quais talvez nunca tenham estado perto antes. De acordo com Kate Jones, presidente de ecologia e biodiversidade da University College London, a transmissão resultante de doenças da vida selvagem para os seres humanos é agora "um custo oculto do desenvolvimento econômico humano".
A agricultura intensiva pode facilitar a evolução e a disseminação de doenças prejudiciais. Muitas doenças animais transmissíveis se espalham rapidamente por meio de populações de animais densamente espaçadas, e a aglomeração torna mais provável a recomposição genética. No entanto, as pequenas fazendas familiares têm maior probabilidade de introduzir doenças de aves e associações mais frequentes com pessoas, como aconteceu na pandemia de gripe de 2009.
Na União Europeia, os hormônios de crescimento são proibidos com base no fato de que não há como determinar um nível seguro. O Reino Unido declarou que, no caso de a UE aumentar a proibição em alguma data futura, para cumprir uma abordagem de precaução, consideraria apenas a introdução de hormônios específicos, comprovados caso a caso. Em 1998, a UE proibiu a alimentação de animais com antibióticos que foram considerados valiosos para a saúde humana. Além disso, em 2006, a UE proibiu todos os medicamentos para gado que eram usados para fins de promoção de crescimento. Como resultado dessas proibições, os níveis de resistência a antibióticos em produtos de origem animal e na população humana diminuíram.
O comércio internacional de produtos de origem animal aumenta o risco de transmissão global de doenças virulentas, como a peste suína clássica [en], a BSE, a febre aftosa e a gripe aviária.
Nos Estados Unidos, o uso de antibióticos em animais de produção ainda é predominante. A FDA informa que 80% de todos os antibióticos vendidos em 2009 foram administrados a animais de produção, e que muitos desses antibióticos são idênticos ou intimamente relacionados a medicamentos usados no tratamento de doenças em humanos. Consequentemente, muitos desses medicamentos estão perdendo sua eficácia em seres humanos, e os custos totais de saúde associados a infecções bacterianas resistentes a medicamentos nos Estados Unidos estão entre US$ 16,6 bilhões e US$ 26 bilhões por ano.
O Staphylococcus aureus resistente à meticilina (MRSA) foi identificado em suínos e em seres humanos, o que levanta preocupações sobre o papel dos suínos como reservatórios de MRSA para infecções humanas. Um estudo constatou que 20% dos criadores de suínos nos Estados Unidos e no Canadá em 2007 abrigavam MRSA. Um segundo estudo revelou que 81% das fazendas de suínos holandesas tinham suínos com MRSA e 39% dos animais no abate eram portadores do vírus, sendo que todas as infecções eram resistentes à tetraciclina e muitas eram resistentes a outros antimicrobianos. Um estudo mais recente descobriu que os isolados de MRSA ST398 eram menos suscetíveis à tiamulina, um antimicrobiano usado na agricultura, do que outros MRSA ou S. aureus suscetíveis à meticilina. Os casos de MRSA aumentaram em animais de criação. O CC398 é um novo clone de MRSA que surgiu em animais e é encontrado em animais de produção criados intensivamente (principalmente suínos, mas também bovinos e aves), onde pode ser transmitido aos seres humanos. Embora seja perigoso para os seres humanos, o CC398 é frequentemente assintomático em animais produtores de alimentos.
Um estudo nacional de 2011 relatou que quase metade das carnes e aves vendidas nos supermercados dos EUA - 47% - estava contaminada com S. aureus, e mais da metade dessas bactérias - 52% - era resistente a pelo menos três classes de antibióticos. Embora o estafilococo deva ser eliminado com o cozimento adequado, ele ainda pode representar um risco para os consumidores por meio do manuseio inadequado dos alimentos e da contaminação cruzada na cozinha. O autor sênior do estudo disse: "O fato de que o S. aureus resistente a medicamentos era tão prevalente, e provavelmente veio dos próprios animais de produção de alimentos, é preocupante e exige atenção à forma como os antibióticos são usados na produção de animais de produção de alimentos hoje em dia."
Em abril de 2009, os legisladores do estado mexicano de Veracruz acusaram as operações de suínos e aves em larga escala de serem criadouros de uma peste suína pandêmica, embora não tenham apresentado evidências científicas para apoiar sua alegação. A peste suína, que matou rapidamente mais de 100 pessoas infectadas naquela área, parece ter começado nas proximidades de uma CAFO de suínos subsidiária da Smithfield.

## Impacto ambiental
A pecuária intensiva tornou-se a maior ameaça ao meio ambiente global por meio da perda de serviços ecossistêmicos e do aquecimento global. A atividade é elencada como um dos principais fatores da degradação ambiental global e da perda de biodiversidade. O processo no qual a ração precisa ser cultivada apenas para uso animal geralmente é cultivado usando métodos intensivos que envolvem uma quantidade significativa de fertilizantes e pesticidas. Isso às vezes resulta na poluição da água, do solo e do ar por agroquímicos e resíduos de esterco, além do uso de recursos limitados, como água e energia, em taxas insustentáveis. A entomofagia é avaliada por muitos especialistas como uma solução sustentável para a pecuária tradicional e, se cultivada intensivamente em larga escala, causaria uma quantidade muito menor de danos ambientais.
A produção industrial de suínos e aves é uma importante fonte de emissões de gases de efeito estufa e a previsão é de que se torne ainda mais. Em fazendas intensivas de suínos, os animais geralmente são mantidos em concreto com ripas ou grelhas para a drenagem do esterco. O estrume é normalmente armazenado na forma de chorume. Durante o armazenamento na fazenda, o chorume emite metano e, quando o estrume é espalhado nos campos, emite óxido nitroso e causa poluição por nitrogênio na terra e na água. O esterco de aves das granjas industriais emite altos níveis de óxido nitroso e amônia.
São produzidas grandes quantidades e concentrações de resíduos. A qualidade do ar e as águas subterrâneas estão em risco quando os resíduos animais são reciclados de forma inadequada.
Os impactos ambientais da pecuária industrial incluem:
- Desmatamento para produção de ração animal
- Pressão insustentável sobre a terra para a produção de ração animal com alto teor de proteína/alta energia
- Fabricação e uso de pesticidas, herbicidas e fertilizantes para a produção de ração
- Uso insustentável de água para a produção de ração, incluindo a extração de água subterrânea
- Poluição do solo, da água e do ar por nitrogênio e fósforo provenientes de fertilizantes usados em culturas de ração e de esterco
- Degradação da terra [en] (redução da fertilidade, compactação do solo, aumento da salinidade, desertificação)
- Perda de biodiversidade devido à eutrofização, acidificação, pesticidas e herbicidas
- Redução mundial da diversidade genética do gado e perda de raças tradicionais
- Extinção de espécies devido à destruição do habitat relacionada à pecuária (especialmente o cultivo de ração)